# Keto a Kote
Keto a Kote (v gruzínském originále ქეთო და კოტე, Keto da Kote) je komická opera o třech (původně čtyřech) dějstvích gruzínského skladatele Viktora Dolidzeho (1890–1933) na vlastní libreto (literárně upravené Iosebem Grišašvilim, 1889–1965) podle komedie Chanuma Avksenti Cagareliho (1852–1902). Premiéru měla 11. prosince 1919 v Divadle opery a baletu v Tbilisi. Je považována za první a nejlepší gruzínskou komickou operu, hrají ji také operetní divadla. V současnosti je známa v úpravách, které pořídili Grigori Kiladze (1937) a Vano Muradeli (1950), a v podobě stejnojmenného filmu Vachtanga Tabliašviliho a Šalva Gedevanišviliho z roku 1948.

## Vznik, charakteristika a historie
Autor hudby k opeře Keto a Kote, skladatel Viktor Dolidze, byl v hudbě samouk, navštěvoval nejprve tbiliskou obchodní akademii a v letech 1910–1917 Kyjevský obchodní ústav; přitom se učil hře na housle a kompozici na hudební škole. Po návratu do Tbilisi se věnoval už jen hudbě a ihned začal skládat komickou operu na gruzínské téma. Za látku mu posloužila komedie Avksentije Cagareliho Chanuma z roku 1882 s tradiční zápletkou, v níž mladí milenci obelstí nepřejícího rodiče i nemilovaného starého nápadníka; hlavní osoby doplňují barvité postavy dvou dohazovaček a dvou „kintů“, tradičních postav lidového divadla podobných harlekýnovi.
Opera vznikla v době první světové války a ruské revoluce, v letech 1917–1918, a poprvé ji uvedlo Tbiliské divadlo opery a baletu 11. prosince 1919, dirigoval Sergej Stolerman, režii měl Cucunava, výpravu navrhl Salcman.
Podle posouzení Sigrid Neefové „dějová zápletka je přesvědčivá, situace vtipné, charaktery výstižně profilované“. Grove Dictionary of Music jí přičítá „rychlý a energický spád, hojnost komických situací, šťastné a neočekávané zvraty děje a živý lidový humor“. V hudbě Dolidze umně zkombinoval gruzínský městský folklór (jako vůbec jeden z prvních skladatelů), východní – zejména arménská – melismata a italské belcanto, jak je známo z Rossiniho a Donizettiho komických oper. Formou se jedná o komickou operu s mluvenými dialogy; v poválečné době ji uváděla často operetní divadla.
Tbiliské divadlo operu uvedlo v obnovené formě roku 1924 a téhož roku ji hrála i Svobodná Ziminova opera v Moskvě.
V roce 1937 byla komická opera Keto a Kote představena souborem tbiliského divadla opery a baletu v Moskvě na tzv. dekádě gruzínského umění. Protože Dolidze byl již mrtev (zemřel roku 1933), přepracovali ji pro tuto příležitost spisovatel Joseb Grišašvili (1889–1966) a skladatel Grigori Kiladze (1902–1962). Doplnili především instrumentaci a spojili poslední dva akty v jeden. Je to právě Kiladzeho úprava, v níž se Keto a Kote převážně hraje dodnes.
Od této inscenace se Keto a Kote rozšířil do dalších operních a operetních divadel Sovětského svazu: Kyjev 1938, Sverdlovsk 1940, Voroněž 1940, Taškent 1941, Jerevan 1948, Leningrad 1950, Kujbyšev 1950, Oděsa 1955 atd.
V roce 1950 Keta a Kote výrazně přepracovali libretisté Samuil Bolotin a Taťjana Sikorskaja a původěm gruzínský skladatel Vano Muradeli pro Moskevské akademické hudební divadlo K. S. Stanislavského a V. I. Němiroviče-Dančenka, premiéra této verze se konala 26. dubna. Libreto přejmenovalo některé postavy a upravilo děj podle dobových požadavků jako satiru na šlechtu, podnikatele a carskou policii. Kníže Levan se stal zruinovaným, lstivým šlechticem, Makar hamižným továrníkem, hlavní hrdina Keto se nakonec vzdává dědictvím získaných pozemků ve prospěch rolníků a chystá se pracovat s nimi. Muradeli přepracoval a doplnil řadu hudebních čísel.
Keto a Kote zůstává v Gruzii populární hudební komedií. Značný úspěch zaznamenala adaptace na muzikál, kterou provedl skladatel Nika Memanišvili a která měla premiéru v Batumi roku 2011.
Na zahraniční scény, přesněji řečeno na scény bývalého sovětského bloku, se Keto a Kote dostal v operetní úpravě Vana Muradeliho. Byl uveden v Bulharsku (Veliko Tarnovo 1954), v Maďarsku a v Polsku (Operetka Gliwice, 1967).
Nejvíce však byla tato opereta hrána v Československu. Poprvé k ní sáhl známý režisér Jiří Frejka; byla to jeho čtvrtá a předposlední inscenace v Hudebním divadle v Karlíně. Premiéru měla 4. dubna 1952, výpravu pořídil František Tröster, dirigoval Karel Vlach a překlad hry pořídil Jiří Aplt. Hráli mimo jiné Rudolf Cortés, Soňa Červená, Stanislava Součková, Ljuba Hermanová, Jaroslava Adamová, Václav Trégl, Karel Effa, František Černý. Inscenace byla přes Frejkovo velké úsilí neúspěšná, dosáhla jen 24 repríz, z nichž mnohé neměly ani poloviční návštěvnost. 29. listopadu 1952 Keta a Kote poprvé uvedl operetní soubor Státního divadla Ostrava, tentokrát v překladu Zdeny Čížkové. V roce 1953 se dále hrála v Národním divadle v Košicích a ve Slovenském národním divadle v Bratislavě.
Keto a Kote je první gruzínská komická opera a mnohými považována za nejlepší. Dolidze před svou předčasnou smrtí napsal ještě další opery (Leila 1922, Cizana 1923), ty však popularity jeho prvního úspěchu zdaleka nedosáhly.

## Osoby

Avksenty Cagareli

- kníže Levan Palavandišvili – baryton
- kněžna Maro, jeho sestra – mezzosoprán
- Kote (Konstantin), jejich příbuzný – tenor
- Makar Tkuilkotriašvili, kupec – bas
- Keto, jeho dcera – soprán
- Sako, veselý kinto – tenor
- Siko, veselý kinto – baryton
- Barbale, dohazovačka – soprán nebo mezzosoprán
- Babusi, dohazovačka – soprán
- Levanovi a Makarovi sloužící a hosté, svatebčané, měšťané

## Děj opery

### 1. dějství
V paláci gruzínského knížete Levana Palavandišviliho se odehrává hostina. Hosté zpívají, tančí, hrají a pijí víno. Levan sám teprve přijíždí z lovu, a protože má vždy rád zábavu, hned návštěvníky pobaví pijáckou písní. Zábava je znovu v plném proudu.
Levan je přes svůj věk ještě starým mládencem, a proto je v hledáčku všech tbiliských dohazovaček. Tentokrát, a zdá se úspěšně, se mu vemlouvá Babusi a vychvaluje mu mladou a krásnou Keto, dceru bohatého kupce Makara Tkuilkotriašviliho. Knížete chvála potenciální nevěsty zaujme, ale než o ní stačí více uvažovat, strhne ho veselá společnost opět do středu radovánek.
Ty ještě zpestří nečekaný návrat Levanova synovce Koteho Palavandišviliho. Kníže ho radostně vítá a představuje celé společnosti. Kote je rád, že se po dlouhém pobytu v cizině vrátil do vlasti a ke známým a příbuzným; zatím však drží v tajnosti, že nejvíce spěchal, aby se znovu shledal s Keto, do níž je dávno zamilován.
Radostná zpráva strýce Levana o jeho chystaném sňatku s Makarovou dcerou jej proto zcela vyvede z míry. Před společností na sobě nedává nic znát, ale o samotě si zoufá. Tak ho nalezne jiná z dohazovaček točících se kolem knížete Levana, a to ta nejráznější a nejmazanější – Barbale. Ta se rozhodne mladým milencům svým důvtipem pomoci – zčásti z dobroty srdce, zčásti proto, aby si vyřídila staré účty se svou soupeřkou Babusi.

### 2. dějství
Salón kupce Makara je vybaven honosně, byť nepříliš vkusně, a právě je nablýskán k přivítání vznešeného nápadníka Makarovy dcery. Kupec je polichocen myšlenkou, že se jeho dcera stane kněžnou, ale Keto je nešťastná. Se svou láskou ke Kotemu se však svéhlavému otci neodvažuje přiznat.
Do situace se vloží Barbale, která zprostředkuje setkání mladých milenců a předloží jim svůj plán, jak Makara i Levana ošálit. K jeho uskutečnění si přivedla z tržiště dva zdatné pomocníky – kinty Saka a Sika, chudé, veselé a neúnavné poslíčky.
Kníže Levan přijíždí pro nevěstu s celým průvodem příbuzných, jemuž vévodí jeho svérázná sestra Maro. Makar je uctivě vítá a hostí. Nápadník se nemůže dočkat toho, až uvidí nevěstu Keto a přesvědčí se, zda je skutečně tak krásná, jak mu ji Babusi vymalovala. Sako a Siko na poslední chvíli odlákají Makara pod záminkou jakési falešné směnky, a když se objeví nevěsta, je to – vyšňořená a nalíčená, pod závojem cudně skrytá – Barbale.
Levan je ohromen a rozzloben: takovou babiznu mu namluvili za nevěstu! Vytahuje kinžál a přísahá pomstu těm, kdo ho podvedli. Hosté se ze strachu rozutečou.

### 3. dějství
Kupec Makar se vrátil do prázdného salónu a je mu záhadou, jak mohl kníže opovrhnout jeho krásnou dcerou. Jako na zavolanou se objeví Barbale a nabízí se, že nedorozumění napraví. Potřebuje jen od Makara písemný závazek, že svou dceru provdá za knížete Palavandišviliho. To je koneckonců i Koteho jméno a Sako a Siko dokáží rozrušeného kupce zmást natolik, že do listiny napíše i Kote místo Levan, a tím nevědomky udělí svolení se sňatkem své dcery s Kotem.
Barbale s úpisem spěchá do kostela, kde se měla konat svatba. Kote už tam předem dorazil a čeká, brzy je tu i Keto a obřad začíná. Rozzlobená Babusi, jejíž plán byl zhacen, vysvětlí všechno Makarovi a ten rozhněvaně přibíhá, ale Keto a Kote už jsou svoji.
Novomanželé se v početném průvodu svatebčanů vracejí do domu nevěsty. Kupec ale nechce nechat věci tak a oběma ještě hrozí, ale kníže Levan, který jako ženich vyšel naprázdno, se se situací lehce smiřuje. Jednak má smysl pro humor a jednak už mu Barbale namlouvá jinou krásnou a bohatou nevěstu. Blahopřeje tedy novomanželům a uklidňuje Makara – kupec je přece teď tak jako tak spřízněn s knížecím rodem. Makar nakonec své dceři a zeťovi odpouští a dává jim požehnání, zato Barbusi je vyhnána s posměchem, k Barbalině velkému zadostiučinění.

### 4. dějství
Velké svatební veselí v sadu Ortačaky, oblíbeném místě tbiliské smetánky. Vyšňořená Barbale přivádí svatební průvod. Mezi hosty nechybějí ani kintové. Všichni tančí, zpívají a radují se nad štěstím obou mladých lidí.

## Diskografie
- 1948. Zpívají: (Keto) Galina Sacharova, (Makar) Sergej Goceridze, (Kote) David Badridze, (Levanú David Gamrekeli, (Sako) Vladimir Kandelaki, (Siko) Lebeděv, (dohazovačka Barbala) Zinajda Sokolovskaja, (dohazovačka Kabat) Antonina Kleščeva, (Maro) R. Losev. Sbor a orchestr Všesvazového rozhlasu řídí Alexej Kovaljov (v ruštině, úprava V. Muradeliho, režie rozhlasové montáže Josef Tumanov).
- 1950. Sbor a orchestr Gruzínského rozhlasu řídí Šalva Azmajparašvili (v gruzínštině).
- 1978. Zpívají: (Levan) Džemal Mdivani, (Maro) Liana Gvedašvili, (Kote) Amiran Gagua, (Makar) Tamaz Laperašvili, (Keto) Lamara Škonija, (Siko) Givi Torondžadze, (Sako) Merab Donadze, (Barbale) Tamara Gurgendidze, (Babusi) Eľza Garsevannšvili. Velký sbor a symfonický orchestr Centrální televize a Všesvazového rozhlasu řídí Didim Mircchulava (v gruzínštině).